# Jaunķemeri
Jaunķemeri es un barrio de la ciudad de Jūrmala, Letonia.

## Superficie
Posee una superficie de 8,3 kilómetros cuadrados (830 hectáreas).

## Población
Hasta 2008 presentaba una población de 188 habitantes, con una densidad de población de 22,7 habitantes por kilómetro cuadrado.